# Sinaia
Sinaia ist eine Kleinstadt im Kreis Prahova in Rumänien.

## Geographische Lage
Sinaia liegt in den Südkarpaten im Tal des Flusses Prahova. Um die Kleinstadt liegt ein beliebtes Skigebiet, das Bucegi-Gebirge. Von Sinaia (767–860 m) führt eine Seilbahn bis auf eine Höhe von 2000 m, außerdem gibt es mehrere Skilifte. An der Bahnstrecke Ploiești–Brașov gelegen, halten hier sämtliche Regional-, Interregio- und Intercity-Züge von und nach Prag bzw. Wien. An der Europastraße 60 befindet sich Sinaia 44 Kilometer südlich von Brașov (Kronstadt) und 65 Kilometer nordwestlich von der Kreishauptstadt Ploiești entfernt.

## Geschichte
Der liberale rumänische Premierminister Ion G. Duca wurde am 29. Dezember 1933 von Legionären der Eisernen Garde auf einem Bahnsteig des Bahnhofs von Sinaia ermordet.

## Sehenswürdigkeiten
Neben den Bergen, die bei Wanderern und Wintersportlern sehr beliebt sind, gibt es eine Reihe anderer Sehenswürdigkeiten in und um Sinaia:
- Das Kloster Sinaia, das nach dem Berg Sinai im heutigen Ägypten benannt wurde, stellt den historischen Ursprung der Stadt Sinaia dar. In der 1695 gegründeten Anlage leben heute noch ca. zwanzig rumänisch-orthodoxe Mönche.
- Nordwestlich der Stadt liegt das Schloss Peleș, das zwischen 1873 und 1883 für König Karl I. von Rumänien erbaut wurde. Es diente bis zum Tod des Königs im Jahr 1914 als dessen Sommerresidenz und galt als dessen Lieblingsschloss. Seine Fachwerkmauern und Erker erinnern sowohl an den k.u.k.-Stil (Sinaia hat allerdings nie zu Österreich-Ungarn gehört) als auch an die Burg Hohenzollern, die Heimat des Königs. Einige der 160 Zimmer können mittlerweile besichtigt werden.
- Nur wenige Meter hangaufwärts von Schloss Peleș entfernt liegt das etwas kleinere Schloss Pelișor, das zwischen 1899 und 1902 für den (späteren) rumänischen König Ferdinand I. und dessen Frau Prinzessin Marie von Edinburgh erbaut wurde.

## Städtepartnerschaften
Sinaia unterhält Partnerschaften mit:
- Aosta in Italien (1968)
- Gainesville im US-Bundesstaat Texas in den Vereinigten Staaten (1980)
- Athis-Mons in Frankreich (1994)
- Tschornomorsk in der Ukraine (2000)
- Dimona in Israel (2004)
- Kuşadası in der Türkei (2006)
- Ohrid in Mazedonien (2006)
- Cetinje in Montenegro (2008)
- Castelbuono in Italien (2010)
- Thame in der Grafschaft Oxfordshire, England (2012)

## Persönlichkeiten
- Nikolaus von Rumänien (1903–1978), Prinz von Hohenzollern-Sigmaringen schwäbischer Linie
- Mircea David (1914–1993), Fußballtorhüter
- Michael I. (1921–2017), letzter rumänischer König
- Ion Panțuru (1934–2016), Bobfahrer
- Nicolae Neagoe (1941–2023), Bobfahrer
- Gheorghe Gornea (1944–2005), Fußballspieler
- Norica Nicolai (* 1958), Politikerin und Abgeordnete
- Gabriel Badea-Păun (* 1973), Kunsthistoriker
- Carmen Tronescu (* 1981), Bobfahrerin
- Raluca Strămăturaru (* 1985), Rennrodlerin
- Ana Bogdan (* 1992), Tennisspielerin